# Jimmy Hansen
Jimmy Hansen (* 17. August 1978 in Bagsværd) ist ein dänischer Bahn- und Straßenradrennfahrer.
Jimmy Hansen wurde 1995 auf der Bahn dänischer Meister im Sprint der Juniorenklasse. 1999 wurde er Profi bei dem US-amerikanischen Radsportteam Saturn Cycling Team. Im nächsten Jahr wurde Hansen dänischer Meister im Straßenrennen der U23-Klasse. In den Jahren 2003 und 2004 fuhr er für die Mannschaft Glud & Marstrand Horsens und danach zwei Jahre für das Team GLS. In der Saison 2005 gewann er eine Etappe bei der Tour Nord-Isère und zwei Etappen sowie die Gesamtwertung beim Skånska Grand Prix Veckan.

## Erfolge

### Bahn
1995
- Dänischer Meister – Sprint (Junioren)

### Straße
2000
- Dänischer Meister – Straßenrennen (U23)

2002
- Dänischer Meister – Einerverfolgung

2003
- Dänischer Meister – Einerverfolgung

2005
- eine Etappe Tour Nord-Isère

## Teams
- 1999 Saturn Cycling Team

- 2003 Glud & Marstrand Horsens
- 2004 Glud & Marstrand Horsens
- 2005 Team GLS
- 2006 Team GLS